# Catan
Catan (prije The Settlers of Catan, hrv. Naseljenici otoka Catan) društvena je igra na ploči koju je izmislio Klaus Teuber. Izvorno ju je 1995. godine izdala izdavačka kuća Kosmos u Njemačkoj pod nazivom Die Siedler von Catan. Prema podatcima iz prvog kvartala 2022. godine, igra je dostupna u 40 jezika i globalno je prodano više od 40 milijuna setova.
Igrači grade ceste, naselja i gradove pomoću resursa koje su sakupili ili mijenjali sa suigračima. Bodovi se primarno skupljaju gradnjom naselja i gradova, dok se dodatni bodovi dobivaju gradnjom najduže ceste, specijalnim karticama, itd. Za pobjedu je u tipičnoj igri potrebno skupiti deset bodova.
Osnovna igra prikladna je za tri do četiri igrača. Postoje ekstenzije i ekspanzije koje omogućuju veći broj igrača i nove načine igre, kao što su morski putevi. Igra je kroz godine postojanja nekoliko puta redizajnirana.
Postoji i digitalna verzija igre za računala i mobilne uređaje pod nazivom Catan Universe.

## Tijek igre
Igrači predstavljaju naseljenike koji grade ceste i osnivaju naselja i gradove na fiktivnom otoku Catanu. 
Ploča igre, koja predstavlja otok, sastoji se od šesterokutnih pločica (šume, planine, polja, zemlja i pašnjaci) na kojima se nalaze odgovarajući resursi za gradnju i kupovinu (drvo, rudača, žito, glina, ovce), a postavljaju se nasumično na početku igre. Iznimno, pustinja je jedina pločica koja ne daje resurse. Na svaku pločicu (osim pustinje) postavlja se žeton s brojem koji će određivati kada se primaju resursi s te pločice.
Igrač koji je na redu baca dvije šesterostrane kockice koje odlučuju koje pločice će proizvesti resurse u tom trenutku. Nakon jednog bacanja kockica, po jednu karticu resursa primaju igrači koji posjeduju naselja na vrhovima pločice (ili pločica) čiji broj je pao u zbroju na kockicama, dok gradovi daju dvije kartice resursa.
Jedna od komponenti igre je lopov koji blokira proizvodnju resursa na nekoj pločici. Na početku igre postavlja se na pustinju, a kada na kockicama padne broj 7, igrač koji je bacao kockice mora pomaknuti lopova na pločicu po izboru. Pločica na kojoj je lopov neće davati resurse igračima koji imaju naselja ili gradove na njoj sve do kad se lopov ponovno ne pomakne. Nadalje, kada padne 7, svi igrači koji imaju 8 ili više kartica resursa moraju odbaciti pola njih po vlastitom izboru (u slučaju neparnog broja, broj kartica koje treba odbaciti zaokružuje se na manji broj).

Igrač koji je na redu može, nakon bacanja kockica, trošiti resurse koje posjeduje na gradnju cesta ili naselja, nadogradnju naselja u grad ili kupnju kartica razvoja. Igrači mogu se međusobno razmjenjivati s karticama resursa prema vlastitom dogovoru ili s bankom u omjeru četiri naprema jedan. Gradnjom naselja na nekoj od luka na rubu ploče, moguće je s bankom razmjenjivati kartice i u omjerima dva naprema jedan i tri naprema jedan, ovisno o namjeni luke na kojoj se nalazi naselje.
Cilj igre je skupiti deset bodova. Igrač dobiva jedan bod za svako naselje i dva boda za svaki grad. Dodatni bodovi dobivaju se gradnjom najduže ceste, skupljanjem najveće vojske (najveći broj korištenih kartica viteza) i skupljanjem kartica s bodovima. Kartice s bodovima i vitezi dvije su od više vrsta kartica razvoja. Ostale vrste kartica razvoja su izum (daje mogućnost uzimanja dviju kartica resursa iz banke po želji), monopol (daje mogućnost uzimanja svih kartica resursa kojeg je igrač odabrao od drugih igrača, ako drugi igrači posjeduju u tom trenutku taj resurs) i gradnja dviju cesta.
Teuberova izvorna ideja bila je opširna igra istraživanja i gradnje na novoj zemlji. Od 1993. do 1995., Teuber i Kosmos prilagodili su i pojednostavili igru. Izbačeni načini igre kasnije su upotrijebljeni u Teuberovim igrama Entdecker i Löwenherz, a element istraživanja dodan je u prvoj izdanoj ekspanziji za Catan – Catan: Seafarers.

## Ekspanzije i ekstenzije
Osnovna igra stvorena je za tri do četiri igrača. Ekstenzija koja omogućuje do šest igrača izdana je 1996. godine, a uvodi i dodatnu fazu gradnje. Tijekom te faze, uz igrača koji baca kockice, graditi može još jedan igrač, no tom igraču nije dopušteno razmjenjivati kartice ni s igračima ni s bankom.
Nakon ekstenzije za više igrača, počinju izlaziti nove ekspanzije za osnovnu igru. Prva ekspanzija, Seafarers of Catan, izdana je 1997. godine, a kasnije je preimenovana u Catan: Seafarers. Ta ekspanzija dodaje brodove koji se mogu postaviti na pločice mora i koji omogućuju gradnju na otocima. Dodane su i pločice zlata koje dopuštaju igraču uzimanje resursa iz banke po želji.
Druga velika ekspanzija, Cities and Knights of Catan (kasnije Catan: Cities and Knights), izdana je 1998. godine. Osnovnoj igri dodaje koncepte iz Catanove igre s kartama, uključujući vitezove kojima se otok mora braniti od barbara i unaprijeđenja za gradove koja daju određene povlastice. Uz osnovne resurse uvedeni su i novi – papir, kovanice i tkanina. Istovremeno je izdana ekstenzija za Cities and Knights za pet do šest igrača. 
Treća velika ekspanzija, Catan: Traders & Barbarians, izdana je 2008. godine. Ekspanzija okuplja nekoliko manjih scenarija, od kojih su neki bili izdani ranije. Uvode se novi resursi – staklo i mramor – te pločica s dvorcem. Dvorac omogućuje obavljanje zadataka koji kao nagradu daju zlato i bodove. Igrači se moraju braniti i od invazije barbara.
Za 10. godišnjicu postajanja igre 2005. godine izdana je posebna verzija s ručno obojanim 3D pločicama.
U 2007. godini Mayfair Games izdaje četvrto izdanje Catana s novim dizajnom, rubovima ploče koji se međusobno spajaju umjesto uobičajenih rubnih pločica i drugim manjim izmjenama.
Četvrta velika ekspanzija, Catan: Explorers & Pirates, izdana je 2013. godine i uvodi pokretne brodove, nove resurse i pirate.
Za 20. je godišnjicu 2015. godine igra službeno preimenovana iz The Settlers of Catan u samo Catan.

## Varijante i scenariji
Prvi paket scenarija – Historical Scenario – izdan je 1998. godine i omogućuje igračima da uprizore gradnju egipatskih piramida ili širenje carstva Aleksandra Velikog. Drugi paket scenarija izdan 2001. godine bavi se gradnjom Kineskog zida i Trojanskim ratom.
Komplet s petnaest novih scenarija i mnogim varijantama te pravilima za iste, nazvan Die Siedler von Catan: Das Buch zum Spielen, izdan je 2000. godine na njemačkom jeziku.
Komplet Atlantis: Scenarios and Variants izdan je 2005. godine i sadrži nekolicinu scenarija i varijanti (npr. The Volcano i The Great River) koje su prethodno bile izdane u ograničenom broju u magazinima i na igračim konvencijama. Kockice su u ovom kompletu zamijenjene karticama događaja koje su umanjile nasumičnost dijeljenja resursa. Te su kartice bile dostupne i zasebno, a kasnije su promijenjene i ponovno izdane kao dio ekspanzije Traders and Barbarians.
Prvi set u serijalu Catan Geographies – Catan Germany – izdali su Kosmos, Mayfair i 999 Games 2008. godine. Serijal Catan Geographies umjesto modularne ploče uvodi fiksnu ploču u obliku nekog geografskog mjesta, gdje se uz pomalo izmijenjena pravila grade kulturne znamenitosti specifične za to područje.
Na njemačkom je jeziku 2009. godine izdan paket scenarija Schätze, Drachen und Entdecker (hrv. Blaga, zmajevi i avanturisti, engl. Treasures, Dragons & Adventurers), a sadržao je šest novih scenarija i elemente potrebne za njih. Ponovno je izdan 2015. godine s dizajnom prilagođenim petom izdanju Catana.
Scenarij Catan: Oil Springs osmislili su Erik Assadourian i Ty Hansen kao način podizanja svijesti o ekološkim problemima. Izdan je 2011. godine i bio je dostupan za kupnju ili kao besplatno preuzimanje na stranici izdavača Mayfair Games. Scenarij je igri dodao polja nafte koja se mogla koristiti za proizvodnju drugih resursa ili za nadograđivanje gradova u metropole, no to je moglo negativno utjecati na igru u slučaju prekomjernog korištenja u obliku različitih katastrofa. Igrači su mogli ukloniti naftu iz igre za dodatne bodove i sprječavanje katastrofe.
Scenarij Catan: Frenemies izdan je 2012. godine i uveo nagrađivanje igrača tokenima usluge kada pomognu suigračima – npr. pomicanjem lopova na prazno mjesto ili poklanjanjem resursa. Ti se tokeni zatim mogu koristiti za besplatnu gradnju cesta, kupovinu kartica razvoja, itd.
Scenarij Helpers of Catan (kasnije preimenovan u Catan – The Helpers) izdan je 2013. godine i uvodi pomoćne kartice. Svaka kartica sadrži lika s posebnim vještinama koji mogu pomoći u igri, npr. zaštitom od lopova, prisilnom razmjenom kartica, itd.
Scenarij Crop Trust izdan je 2018. godine u suradnji s istoimenom neprofitnom organizacijom koja se bavi zaštitom bioraznolikosti. Uvodi se element balansiranja između individualne potrebe za resursima i zajedničkom potrebom za skladištenjem sjemena u sefu i očuvanju bioraznolikosti.

## Turniri
U mnogim državama održavaju se turniri u Catanu, kako rekreacijski, tako i kvalifikacijski za razna prvenstva.

### Turniri u Hrvatskoj i hrvatski predstavnici na međunarodnim turnirima
U Hrvatskoj, rekreacijske turnire, kao i kvalifikacijske turnire za Europsko i Svjetsko prvenstvo održavaju Udruga Igranje i druge udruge. Prvi takav turnir održan je 14. rujna 2019. u kojem je sudjelovalo 33 igrača, čijim završetkom je odabran prvi hrvatski predstavnik na Europskom prvenstvu. Tako je 2019. godine na Europskom prvenstvu u Ultrechtu u Nizozemskoj prvi puta sudjelovao jedan hrvatski predstavnik (sudjelovati mogu do dva predstavnika iste države), a Hrvatska je te godine zauzela 28. mjesto od 31 države.
2021. godine održan je prvi od nekoliko online turnira u Catanu u Hrvatskoj tijekom pandemije koronavirusa.
2022. godine održano je više turnira, uključujući kvalifikacijski turnir za Svjetsko prvenstvo na Malti. Na svjetskom je prvenstvu hrvatski predstavnik zauzeo 73. mjesto od 86 natjecatelja.
Od rujna 2022. godine do lipnja 2023. godine održalo se četiri turnira u sklopu Catan Lige 2023. Svaki igrač mogao je sudjelovati u jednom ili više turnira, a u konačnoj tablici uzima se samo najbolji rezultat. Naknadno će se održati polufinalni i finalni turnir, a čiji pobjednik se šalje na Europsko prvenstvo 2023. u Copenhagenu u Danskoj kao predstavnik Hrvatske.

### Svjetsko prvenstvo
Prvo Svjetsko prvenstvo u Catanu održano 2002. g. na sajmu igara Internationalen Spieltage u Essenu u Njemačkoj, gdje se održavalo sve do 2008. g. Te se godine prvenstvo održalo na sajmu Gen Con Indy u Sjedinjenim Američkim Državama. Nakon toga je Svjetsko prvenstvo održavano svake dvije godine, a mjesto održavanja se izmjenjivalo između Njemačke i SAD-a.
Dopušteno je do dva predstavnika po državi. Predstavnik mora imati barem 18 godina i biti državljanin ili stalni stanovnik države koju predstavlja.
Svjetsko prvenstvo održava se u tri runde: preliminarnoj, polufinalu i finalu. Preliminarna faza sastoji se od tri igre, a 16 najboljih igrača napreduje u polufinale. Pobjednik svakog od polufinala nastavlja u finale. Pobjednik finala postaje Svjetski prvak u Catanu.
Godine 2020. svi su lokalni kvalifikacijski turniri bili odgođeni zbog pandemije koronavirusa, zbog čega je i Svjetsko prvenstvo koje je trebalo biti održano 2020. godine prvo odgođeno do studenog 2021., a zatim i do studenog 2022. g. U studenom 2022. godine svjetsko je prvenstvo održano u Valletti na Malti.

## Vanjske poveznice
- Službene stranice (engl.)
- Catan na stranicama udruge Igranje
- Settlers of Catan i serijal igara Catan u bazi podataka stranice BoardGameGeek (engl.)
- Pregled raznih engleskih izdanja igre na stranici catancollector.com (engl.)
- Pravila za Catan na hrvatskom jeziku
- Almanah s detaljnim pravilima za Catan na hrvatskom jeziku
- Popis PDF datoteka s pravilima za osnovnu igru i ekspanzije na engleskom jeziku (engl.)